# Dziwigórz
Dziwigórz (niem. Diesdorf) – wieś w Polsce położona w województwie dolnośląskim, w powiecie średzkim, w gminie Udanin.

## Podział administracyjny
W latach 1975–1998 miejscowość administracyjnie należała do województwa legnickiego.

## Demografia
Według Narodowego Spisu Powszechnego (2021) liczył 38 mieszkańców. Jest najmniejszą miejscowością gminy Udanin.